# さっぽろ香雪病院
さっぽろ香雪病院（さっぽろこうせつびょういん）は、札幌市清田区にある病院。

## 沿革
- 1990年（平成02年）：「さっぽろ香雪病院」開院[2]。
- 1994年（平成06年）：医療法人五風会に法人化[2]。
- 1998年（平成10年）：精神科作業療法・デイケア併設[2]。
- 1999年（平成11年）：訪問看護開始[2]。
- 2004年（平成16年）：新棟オープン[2]。老人性認知症疾患治療病棟開設[2]。
- 2005年（平成17年）：高齢者デイケア（重度認知症患者デイケア）開設[2]。
- 2010年（平成22年）：院内保育所開設[2]。
- 2011年（平成23年）：精神科デイナイトケア開設[2]。
- 2012年（平成24年）：精神科救急病棟開設[2][3]。

## 機関指定
| 精神保健福祉法指定病院                   | 生活保護法指定病院                                 |
| 高齢者医療確保法指定通院医療機関         | 北海道指定病院                                     |
| 北海道精神科救急医療システム体制参画病院 | 北海道精神科救急医療施設および後方病院指定医療機関 |
| 札幌市指定病院                           | 札幌市災害時精神科医療基幹病院                     |

## 診療科等
診療科
- 精神科
- 内科
- 心療内科
- 歯科

専門外来
- 思春期外来
- 心療内科外来
- 認知症専門外来
- 特殊治療 mECT

部門
- 看護部

## 施設認定
| 精神科応急入院病院     | 日本精神神経学会精神科専門医制度研修施設 |
| 臨床心理士養成実習病院 | 精神保健福祉士養成実習病院               |
| 作業療法士養成実習病院 | 薬剤師養成実習病院                       |

## アクセス・駐車場
北海道道341号真駒内御料札幌線沿いに位置している。
- 北海道中央バス（大曲営業所）「香雪病院前」バス停下車
- 札幌市営地下鉄東西線大谷地駅から車で約20分
- 駐車場：120台